# Obolno
Obolno (nemško: Obounu ali Obunu) je manjše naselje v Občini Ivančna Gorica. Leži na istoimenskem hribu na višini 714,3 metrov, na severu gričevnate pokrajine Dolenjske in je vključeno v Osrednjeslovensko statistično regijo.

## Kulturna dediščina
V naselju se nahaja manjša obcestna kapela iz zgodnjega 20. stoletja.

## Etimologija
Hrib ter naselje sta povezana s priimkom Obolnar. Ni znano, ali priimek izhaja iz imena hriba ali obratno.